# Diritto romano

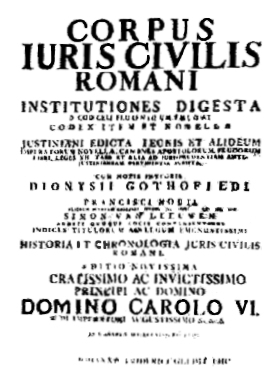
Il Corpus Iuris Civilis in una stampa del XVIII secolo, che raggruppava l'insieme di tutte le leggi romane contemporanee e precedenti alla sua compilazione, avvenuta sotto Giustiniano I (dal 529 al 534)

Il diritto romano è l'insieme delle norme che hanno costituito l'ordinamento giuridico romano per circa tredici secoli, dalla fondazione di Roma (convenzionalmente il 753 a.C.) fino alla fine dell'Impero di Giustiniano (565 d.C.). Infatti, tre anni dopo la morte di Giustiniano l'Italia fu invasa dai Longobardi: l'impero d'Occidente si dissolse definitivamente e Bisanzio, formalmente imperiale e romana, si allontanò sempre più dall'eredità dell'antica Roma e della sua civiltà (anche giuridica).
(Eneo Domizio Ulpiano Libro secondo delle Regole dal Digesto1.1.10 principio )
L'importanza storica del diritto romano si riflette ancora oggi in una lista di termini legali latini. Infatti, dopo la dissoluzione dell'Impero romano d'Occidente, il Codice giustinianeo rimase in effetti nell'Impero romano d'Oriente, conosciuto come Impero bizantino (331–1453). Dal VII secolo il linguaggio legale in Oriente fu il greco.
Il diritto romano definisce un sistema legale applicato nella maggior parte dell'Europa occidentale fino alla fine del XVIII secolo. In Germania, il diritto romano venne utilizzato più a lungo sotto il Sacro Romano Impero (963–1806). Il diritto romano servì inoltre come base per la pratica legale attraverso l'Europa occidentale continentale, così come nella maggior parte delle colonie delle nazioni europee, inclusa l'America Latina e pure l'Etiopia. Il sistema inglese e nord americano della common law venne influenzato anche dal diritto romano, in particolare nel loro glossario giuridico latineggiante.
Anche la parte orientale dell'Europa venne influenzata dalla giurisprudenza del Corpus Iuris Civilis, specialmente nei paesi come la Romania medievale che creò un nuovo sistema, un mix del diritto romano e locale. L'Europa orientale fu inoltre influenzata dal diritto medievale bizantino.

## Storia
Il diritto romano viene diviso approssimativamente in tre o cinque differenti stadi evolutivi.

### Dalla fondazione di Roma alle leggi delle XII Tavole (753-451 a.C.)
La prima fase, detta del diritto arcaico o quiritario, comprende il periodo che ha inizio con la fondazione di Roma e giunge alle Leggi delle XII tavole (dal 753 al 451 a.C.). In questo periodo, il diritto privato, compreso il diritto civile romano era applicato solo ai cittadini romani, ed era legato alla religione. Si trattava di una forma giuridica non sviluppata, quindi non contenente gli attributi di formalismo rigoroso, simbolismo e conservatorismo. Il giurista Sesto Pomponio disse: "All'inizio della nostra città, le persone iniziarono le loro prime attività senza alcun diritto scritto, e senza alcuna regola fissa: tutte le cose erano governate dispoticamente dai re". Si ritiene che il diritto romano sia radicato nella mitologia etrusca, con un'enfatizzazione dei rituali.

### Diritto repubblicano fino alla seconda guerra punica (451 al 201 a.C.)
L'inizio del secondo periodo coincide con il primo testo di diritto: le leggi delle XII tavole, che si datano attorno alla metà del V secolo a.C. Il tribuno della plebe, Gaio Terentillo Arsa, propose che le leggi fossero scritte, per evitare che i magistrati potessero applicarle in modo arbitrario. Dopo otto anni di scontri politici, i plebei riuscirono a convincere i patrizi a inviare un'ambasceria ad Atene, per copiare le leggi di Solone; essi inviarono poi altre delegazioni ad altre città greche per ottenerne il consenso.
Nel 451 a.C. secondo quanto ci racconta Tito Livio, furono scelti dieci cittadini romani per mettere per iscritto le leggi. Mentre stavano eseguendo questo lavoro, gli vennero attribuiti poteri politici supremi, detti imperium, mentre il potere dei normali magistrati venne ridotto. Nel 450 a.C., i decemviri produssero le leggi su dieci tavole, dette tabulae, ma lasciarono insoddisfatti i plebei. Un nuovo decemvirato, si racconta, aggiunse, nel 449 a.C. due ulteriori tavole. La nuova legge delle dodici tavole venne ora approvata dall'assemblea popolare.
Gli studiosi moderni tendono a non dar credito alla precisione degli storici romani. Non credono in genere che un secondo decemvirato abbia mai avuto luogo. Il decemvirato del 451 a.C. si ritiene abbia incluso i punti più controversi del diritto consuetudinario, e di aver assunto le funzioni principali a Roma. Inoltre, la questione sulla influenza greca trovata nel diritto romano arcaico è ancora molto discussa. Molti studiosi ritengono improbabile che i patrizi abbiano inviato una delegazione ufficiale in Grecia, come gli storici romani credevano. Invece, gli studiosi suggeriscono che i Romani abbiano acquisito leggi dalle città greche della Magna Grecia, serbatoio principale dal mondo romano a quello greco. Il testo originale delle XII tavole non si è conservato, anche perché furono distrutte durante il sacco di Roma del 387 a.C. da parte dei Galli.
I frammenti sopravvissuti mostrano che non si trattava di un codice del diritto in senso moderno. Non forniva infatti un sistema completo e coerente di tutte le norme applicabili o nel dare soluzioni giuridiche per tutti i casi possibili. Piuttosto, le tabelle contenevano disposizioni specifiche volte a modificare l'allora esistente diritto consuetudinario, anche se le disposizioni erano valide per tutti i settori del diritto, dove la parte più ampia era dedicata al diritto privato e alla procedura civile.
In seguito le leggi delle dodici tavole vennero integrate da una serie di nuove leggi come:
- la Lex Canuleia (del 445 a.C.), che ammetteva il matrimonio (ius connubii) tra patrizi e plebei;
- le Leges Licinae Sextiae (del 367 a.C.) che prevedevano restrizioni sui terreni pubblici (ager publicus), dove almeno uno dei due consoli doveva essere plebeo;
- la Lex Ogulnia (del 300 a.C.) dove i plebei ottennero l'accesso alle cariche sacerdotali;
- la Lex Hortensia (del 287 a.C.) dove i verdetti delle assemblee plebee (plebiscita) ora riguardavano tutte le persone;
- la Lex Aquilia (del 286 a.C.), che poteva essere considerata come la fonte del moderno diritto civile.

Tuttavia, il contributo più importante di Roma alla cultura giuridica europea non fu la promulgazione di leggi ben elaborate, ma l'emergere di una classe di professionisti giuristi e della giurisprudenza. Questo venne realizzato applicando in modo graduale e con metodo scientifico la filosofia greca al soggetto del diritto, tema che i greci stessi mai trattarono come una scienza.
Tradizionalmente, le origini della giurisprudenza romana sono collegate a Gneo Flavio, il quale sembra abbia pubblicato, intorno all'anno 300 a.C., una serie di "modi di dire" contenenti il linguaggio giuridico da utilizzare in tribunale per intraprendere un'azione legale. Prima di Flavio, queste formule sembra fossero segrete e note solo ai sacerdoti. La loro pubblicazione rese così possibile, anche per chi non ricopriva cariche sacerdotali, di esplorare il significato di questi testi di legge.

### Diritto pre-classico (201-27 a.C.)
Il periodo che successe dopo la fine della seconda guerra punica fino all'avvento del principato (27 a.C.), corrisponde storicamente al periodo del diritto chiamato pre-classico. Questo periodo coincise con una produzione da parte dei giuristi di un grande numero di trattati, soprattutto a partire dal II secolo a.C. Tra i più famosi giuristi del periodo repubblicano si ricordano, Quinto Mucio Scevola autore di un voluminoso trattato su tutti gli aspetti del diritto romano, che ebbe grande influenza nelle epoche successive, e Servio Sulpicio Rufo, amico di Marco Tullio Cicerone. E benché Roma avesse sviluppato un sistema del diritto molto evoluto, oltre a una raffinata cultura legale, la Repubblica romana venne rimpiazzata nel 27 a.C. dal principato.
In questo periodo possiamo notare lo sviluppo di leggi più flessibili per soddisfare le esigenze del momento. In aggiunta al vecchio e formale ius civile venne creata una nuova classe giuridica: lo ius honorarium, che può essere definita come "la legge introdotta dai magistrati che avevano il diritto di promulgare editti al fine di sostenere, integrare o correggere la giurisprudenza esistente". Con questa nuova legge il vecchio formalismo venne abbandonato per i più flessibili principi dello ius gentium.
L'adattamento del diritto alle nuove esigenze fu dedicata alla pratica giuridica dei magistrati, e soprattutto riguardante i pretori. Un pretore non era un legislatore e non poteva tecnicamente creare una nuova legge quando emetteva i suoi editti. I risultati delle sue sentenze godevano di tutela giuridica ed erano in effetti spesso fonte di nuove norme giuridiche. Il successore del precedente pretore non era vincolato dalle disposizioni del suo predecessore; comunque doveva rifarsi alle norme contenute negli editti del suo predecessore che si dimostrassero utili. In questo modo si generò un modo costante di operare da un punto di vista giuridico, editto per editto.
Così, nel corso del tempo, parallelamente al diritto civile, che andava integrandosi e correggendosi, emerse un nuovo corpo di leggi pretorie. In realtà, la legge pretoria venne così definita dal celebre giurista romano Papiniano:
Alla fine, il diritto civile e il diritto pretorio si fusero nel Corpus Iuris Civilis.

### Diritto classico (27 a.C. - 235 d.C.)
I primi duecentocinquant'anni da Augusto (27 a.C.), fino alla morte dell'imperatore Alessandro Severo (235) o comunque attorno alla metà della crisi del III secolo, corrispondono al cosiddetto "periodo classico". Questo momento storico rappresentò per il diritto e la giurisprudenza romana il momento più elevato dell'intera storia romana. I successi letterari e le pratiche dei giuristi di questo periodo hanno dato una forma unica al diritto romano.
I giuristi lavorarono in diverse direzioni, dando pareri legali: su richiesta delle parti private; ai magistrati a cui era affidata l'amministrazione della giustizia, soprattutto i pretori; nella redazione degli editti dei pretori, quando veniva annunciato pubblicamente l'inizio del loro mandato, su come avrebbero gestito le loro funzioni, oltre alle formule, in base alle quali vennero condotti procedimenti specifici. Alcuni giuristi vennero incaricati di occuparsi di prestigiosi uffici giudiziari e amministrativi.
I giuristi produssero, inoltre, tutta una serie di commentari legali e trattati. Attorno al 130 il giurista Salvio Giuliano redasse un modello standard di come doveva essere redatto un editto di un pretore, che poi venne utilizzato da tutti i pretori da quel momento in poi. Questo editto conteneva dettagliate descrizioni di tutti i casi, nei quali il pretore avrebbe potuto compiere un'azione legale e una difesa. L'editto standard funzionava come un codice di legge completa, anche se formalmente non aveva forza di legge. Esso indicava i requisiti giuridici per un'azione legale di successo. L'editto divenne pertanto la base per numerosi commentari giuridici da parte dei giuristi classici di epoca tarda come, Giulio Paolo e Eneo Domizio Ulpiano. I nuovi concetti e istituti giuridici elaborati dai giuristi di epoca pre-classica e classica sono troppo numerosi da menzionare qui. Seguono quindi alcuni esempi:
- i giuristi romani separarono chiaramente l'utilizzo di una cosa (proprietà) nel diritto legale, dalla possibilità di utilizzare e manipolare la cosa (possesso). Elaborarono anche la distinzione tra contratto e colpa come fonti delle obbligazioni legali.
- I contratti standard (di vendita, di lavoro, locazione, appalto di servizi) furono regolati nei più importanti codici continentali e le caratteristiche di ciascuno di questi contratti furono sviluppate nella giurisprudenza romana.
- Il giurista classico Gaio (attorno al 160) creò un sistema di diritto privato basato sulla divisione materiale di personae (persone), res (cose) e actiones (azioni legali). Questo sistema fu usato per molti secoli successivi: basterebbe ricordare i Commentaries on the Laws of England di William Blackstone, gli atti francesi del Codice Napoleonico oppure il codice civile tedesco (Bürgerliches Gesetzbuch).

### Diritto post-classico (235-565 d.C.)
L'ultimo periodo è quello denominato post-classico, iniziato con la morte di Alessandro Severo (235) e segnò la fine del principato, dilaniato dalle guerre civili per la porpora imperiale e dalle continue invasioni dei barbari del nord e delle armate persiane. Terminò, quindi, con il regno di Giustiniano (565).
In questo periodo le condizioni per il fiorire di una cultura giuridica raffinata divennero meno favorevoli. La situazione politica ed economica generale si era andata deteriorando, da quando gli imperatori romani avevano assunto un controllo più diretto di tutti gli aspetti della vita politica. Il sistema politico del principato, che aveva mantenuto alcune caratteristiche della costituzione repubblicana, cominciarono a trasformarsi nella monarchia assoluta del dominato. L'esistenza di una giurisprudenza e di giuristi che considerassero il diritto come una scienza, non come mero strumento per raggiungere gli obiettivi politici stabiliti dal monarca assoluto, non si adattarono al nuovo ordine di cose. La produzione letteraria cessò quasi di esistere. Pochi furono i giuristi conosciuti dopo la metà del III secolo. Tuttavia, mentre la maggior parte della giurisprudenza del diritto classico finì per essere ignorata e, infine, dimenticata in Occidente, in Oriente prese piede una fondamentale attività di codificazione delle leggi classiche e della giurisprudenza e di armonizzazione con le leggi successive, soprattutto grazie all'opera di Giustiniano I, che avrebbe costituito la base del diritto medievale.

## Eredità del diritto romano

### In Oriente

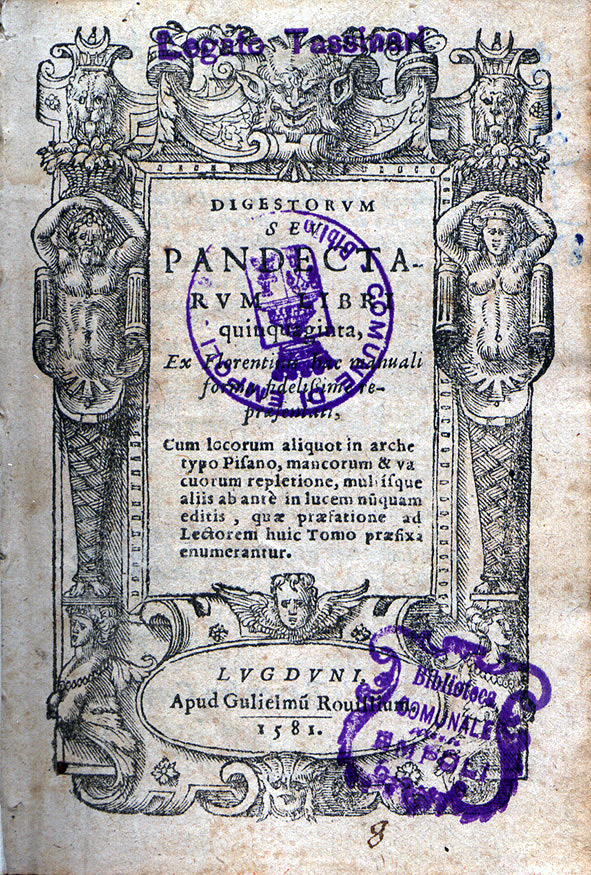
Edizione del Digesta (XVI secolo), parte del Corpus Iuris Civilis di Giustiniano I.

Quando la centralità dell'Impero romano venne spostata a est della Grecia nel IV secolo, apparvero nella legislazione ufficiale romana molti concetti legali di origine greca. Questa influenza risulta visibile perfino nel diritto privato inerente ai rapporti tra persone e alla famiglia, che tradizionalmente faceva parte del diritto che subiva minori cambiamenti. Per esempio Costantino I cominciò a porre delle restrizioni all'antico concetto romano di patria potestas, il potere detenuto dal padre nei confronti della famiglia e dei suoi discendenti, riconoscendo che le persone in potestate, i discendenti, potevano avere diritti di proprietà. Egli apparentemente fece delle concessioni al concetto molto più severo di autorità paterna del diritto greco-ellenistico. Il Codex Theodosianus (del 438) era una codificazione delle leggi di Costantino. Gli imperatori successivi andarono perfino oltre, fino a quando Giustiniano I decretò che un fanciullo in potestate potesse diventare proprietario di tutto ciò che avesse acquistato, con esclusione di quanto veniva acquistato da suo padre.
L'opera giuridica di Giustiniano, particolarmente il Corpus Iuris Civilis (529-534), continuò a costituire la base della pratica legale dell'Impero bizantino. Leone III Isaurico emise un nuovo codice, denominato Ecloga, nell'VIII secolo. Nel IX secolo, gli imperatori Basilio I il Macedone e Leone VI il Saggio commissionarono la traduzione in greco del Codice e del Digesto, parti del codice di Giustiniano, conosciuta con il nome di Basilica. Il diritto romano preservato nel corpus legislativo di Giustiniano e nella Basilica rimasero la base della giurisprudenza greca e nelle corti della Chiesa ortodossa perfino dopo la fine dell'Impero bizantino e la conquista dei Turchi, formando così la base per gran parte del Fetha Negest, che rimase in essere in Etiopia fino al 1931.

### Reintroduzione in Occidente
In seguito alle invasioni barbariche, come fonte principale del diritto, il diritto romano scomparve in gran parte dell'Europa occidentale. Nel 533, l'imperatore d'Oriente Giustiniano I promulgò il Corpus iuris civilis che in futuro sarebbe diventato la base per la reintroduzione del Diritto romano nell'Occidente. Nel Corpus, Giustiniano fece confluire tutte le antiche leggi di Roma cercando di armonizzarle con le nuove che nel frattempo erano state promulgate. Il Codice di Giustiniano fu applicato nei territori italiani sottoposti all'autorità di Bisanzio, ma le seguenti invasioni barbariche le cancellarono dall'Occidente, riducendo il diritto romano a mero diritto comune
In seguito, l'insistenza degli imperatori romano-germanici di proclamarsi diretti successori dell'Impero romano, in particolare della Dinastia ottoniana di Sassonia favorì, anche grazie alle università, la reintroduzione del Diritto romano in Occidente, andando a rimpiazzare le tradizioni giuridiche degli invasori germanici.
Nel Regno di Sicilia il diritto romano fu reintrodotto per volontà dell'imperatore Federico II con le due assise di Capua e Messina (1220-1221).
A partire dalla metà del XVI secolo, il diritto romano venne riscoperto e dominò la pratica legale di molti paesi europei. Un sistema giuridico, in cui il diritto romano venne mescolato con elementi di Diritto canonico e di costume germanico, soprattutto con il diritto feudale, divenne comune in tutta l'Europa continentale e conosciuto come lo ius commune, termine che viene indicato nei sistemi giuridici anglosassoni come civil law.

### Diritto romano e tutela dei monumenti
La protezione delle opere pubbliche e delle principali opere d'arte come anche, più in generale, dell'intera consistenza cittadina era disciplinata da un insieme organico di statuti, leggi, costituzioni e provvedimenti risalenti già alla prima età repubblicana. Nell'epoca classica si creò una nuova serie di cariche pubbliche che sovrintesero alla tutela di settori sempre più specifici, regolando e inserendo in un sistema altamente efficiente una realtà in precedenza già presente, seppur in forma embrionale, anche nel mondo greco.
Le tracce di come un tanto imponente sistema si sia trasmesso sino ai giorni nostri, influenzando la nascita delle prime moderne forme di protezione dei monumenti pubblici, sono fin troppo evidenti. Si pensi, per esempio, all'istituzione dei magistri aedificiorum et stratarum voluti, nella Roma del Quattrocento, da papa Martino V.

### Diritto romano oggi
Oggi, il diritto romano non è più applicato nella giurisprudenza moderna, anche se negli ordinamenti giuridici di alcuni Stati come il Sudafrica e San Marino alcune parti si basano ancora sullo ius commune. Tuttavia, anche se la giurisprudenza si basa su un codice, si applicano molte regole derivanti dal diritto romano: nessun codice ha completamente rotto i collegamenti con la tradizione romana. Piuttosto, le disposizioni del diritto romano sono state create su misura in un sistema più coerente, espresso nella lingua nazionale di molti Stati. Per questa ragione, la conoscenza del diritto romano è indispensabile per capire i sistemi giuridici contemporanei. Il diritto romano risulta spesso un argomento obbligatorio per gli studenti di legge nelle varie giurisdizioni di diritto civile.
Come passo fondamentale verso l'unificazione del diritto privato negli Stati membri dell'Unione europea, viene così adottato il vecchio Ius Commune, che era la base comune della pratica legale in tutto il mondo, permettendo poi molte varianti locali, ed è sentito da molti come un modello basilare.

## Divisioni interne al diritto romano
Il diritto romano si suddivide in:
- ius Quiritium (deriva da "Quirites", endoetnonimo dei romani), costituito da un insieme di consuetudini ancestrali, non scritte, talmente remote che i Romani stessi non ne conoscevano l'origine. Riguardava gli ambiti di diritto di famiglia, matrimonio, patria potestas e proprietà privata, e non comprendeva le obbligazioni, che in età arcaica non esistevano. Costituisce il nucleo più arcaico del ius civile.
- ius civile, era l'insieme delle norme che regolano i rapporti tra i cives romani, considerato nell'ottica romana come orgogliosa prerogativa dei cittadini di Roma. Di esso il giurista romano Papiniano dà la seguente definizione tramandataci dal Digesto giustinianeo:

(Digesto, 1.1.7)
- ius gentium, l'insieme di tutti gli istituti che trovano tutela, oltre che nell'ordinamento statuale romano, anche presso altri popoli.
- ius naturale, la lezione stoica proficuamente accolta da Cicerone, si trasfuse nella coscienza giuridica romana. I giureconsulti, però, non essendo filosofi, ne trassero scarsi e rozzi ammaestramenti, interpretando la natura[32] come atavico istinto comune anche agli esseri irrazionali.[33] Ciò accadde specificamente nella definizione che ne diede Ulpiano, allorché stabilisce che "Il diritto naturale è quello che la natura ha insegnato a tutti gli esseri animati. [Da esso] derivano l'unione del maschio e della femmina, che noi chiamiamo matrimonio, la procreazione e l'allevamento dei figli. [...] Vediamo infatti che anche gli altri animali, perfino quelli selvaggi, conoscono e praticano questo diritto»[34]. Questo passo di Ulpiano sarà inserito nel Digesto giustinianeo (D. 1, 1, 1, 3) e insieme con l'intero Corpus iuris civilis costituirà oggetto di studio per le scuole giuridiche medievali.[33][35]
  - Gaio propende per una bipartizione del diritto, cioè che il diritto si divida in ius civile, creazione artificiale della civitas, e in ius gentium o ius naturale, diritto comune ai popoli e che trova la sua ragion d'essere nella naturalis ratio, cioè in una ragione naturale, dunque ritenuto anche eticamente migliore poiché ispirato dalla natura: in questa visione la schiavitù è considerata come una situazione naturale già predisposta dalla stessa natura;
  - Ulpiano propende per una tripartizione del diritto; come Gaio, pensa che lo ius civile sia creazione artificiale, ma va oltre affermando che il ius gentium riguarda un regolamento per i soli uomini, mentre lo ius naturale sarebbe quello di tutte le creature viventi: in questo caso la condizione di schiavo viene vista come una condizione predisposta dal diritto e non riconducibile alla condizione naturale dell'uomo.
- ius honorarium (o ius praetorium), che riguarda le situazioni di diritto o di fatto che, pur non trovando tutela nelle norme dello ius civile, sono state regolamentate dall'attività giurisdizionale dei magistrati dotati di iurisdictio. Lo stesso Papiniano, nel medesimo brano in cui definisce il ius civile, racchiude il concetto di ius honorarium, che egli chiama ius praetorium, nelle seguenti parole:

- Ius legitimum, il cui nome deriva da lex è il diritto prodotto in sede assembleare attraverso la votazione e approvazione di una legge comiziale; lo ius legitimum ha particolare vita in età repubblicana e fiorisce particolarmente con Augusto per poi scomparire dopo la sua morte e la trasformazione dello Stato in impero; con il venir meno delle assemblee a favore del duopolio Senato-imperatore e del successivo monopolio imperiale del potere la lex perde il suo carattere di comizialità e viene a identificarsi con la definizione di norme da parte dell'imperatore stesso, nella forma della "costituzione imperiale". Da questo momento lo ius legitimum si estingue, confluendo nello ius civile. Durante la repubblica le principali assemblee produttrici di ius legitimum erano i comitia centuriata e i concilia plebis, in minore parte le altre assemblee.